# Deodoro da Fonseca
Manuel Deodoro da Fonseca (phát âm tiếng Bồ Đào Nha: [mɐnuˈɛɫ deoˈdɔɾu da fõˈsekɐ]; 5 tháng 8 năm 1827 - 23 tháng 8 năm 1892) là chính trị gia người Brasil và là quân nhân, người được bầu làm Tổng thống đầu tiên của Brasil. Ông làm tổng thống sau khi cuộc đảo chính quân sự, lật đổ Hoàng đế Pedro II và thiết lập nền cộng hoà năm 1889. Ông rời chức vụ tổng thống sau 2 năm đảm nhiệm do áp lực chính trị. Ông mất năm 1892 tại Rio de Janeiro